# تفنگدار (فیلم)
تفنگدار فیلمی اعتراضی به کارگردانی جمشید حیدری و تهیه کنندگی احمد گرگانی محصول سال ۱۳۶۲ است و به حوادث اواخر دورهٔ قاجار و ظهور قدرت قزاق‌ها و مقاومت مردم در برابر آنها می‌پردازد.

## خلاصه داستان
در اواخر سلطنت قاجار مردم روستاها و شهرهای شمال و جنوب کشور زیر فشار قرار می‌گیرند تا آذوقه قوای بیگانه را تأمین کنند. در یکی از روستاهای شمالی یکی از اهالی به نام الهیار استادگی می‌کند و به وسیلهٔ قزاق‌ها دستگیر می‌شود. سید مراد، که مردم به او تأسی می‌جویند، برای نجات الهیار می‌کوشد. الهیار کشته می‌شود. موعظه‌های سید مراد موجب می‌شود گروهی از روستائیان مخالفت خود را زیر نظر خلیل نامی علنی کنند. فرماندهان قزاق که شورش را زیر سر سید مراد می‌بیند دستور دستگیری او را می‌دهند. مردم بی حرمتی به سید را تاب نمی‌آورند و به قزاق خانه حمله می‌برند و در نبرد با قزاق‌ها پیروز می‌شوند.

## بازیگران
- جمشید مشایخی
- مهدی فخیم‌زاده
- آهو خردمند
- داوود رشیدی
- عنایت‌الله بخشی
- حسین کسبیان
- مجید مظفری
- تورج مهرزاد
- عزت‌الله رمضانی‌فر
- علی شعاعی
- حسین شهاب
- خسرو امیرصادقی
- عباس حکمت‌آرا
- احمد بهروزی

## عوامل دوبله
سرپرست گویندگان و راوی فیلم: منوچهر اسماعیلی
- احمد رسول زاده / جمشید مشایخی
- حسین عرفانی / داوود رشیدی
- منوچهر اسماعیلی / مهدی فخیم زاده
- سعید مظفری / مجید مظفری
- ایرج ناظریان / عنایت بخشی
- ناصر طهماسب / تورج مهرزادیان
- زهره شکوفنده / آهو خردمند
- منصور غزنوی / عزت‌الله رمضانی فر
- حسین معمارزاده / حسین کسبیان
- بهرام زند / احمد بهروزی
- ناصر خاوری / خسرو امیرصادقی
- اکبر منانی / عباس حکمت آرا
- امیرهوشنگ قطعه ای / علی شعاعی
- مهدی آرین نژاد / حسین شهاب
- مهدی آژیر - محمد یاراحمدی - خسرو شمشیرگران